# System dur-moll
System dur-moll – system tonalny, który tworzą dwa podstawowe rodzaje skal: durowa (majorowa) i molowa (minorowa).
Określenie majorowy pochodzi od słowa łacińskiego maior (większy) i dotyczy pierwszego tetrachordu, na którym zbudowany jest interwał tercji wielkiej. Minor (mniejszy) odnosi się do tego samego tetrachordu z uwzględnieniem tercji małej.
Od XVII w. do początku XX w. służył za podstawę w muzyce artystycznej; nadal stosowany jest w muzyce rozrywkowej. Znamienną cechą tonalności jest organizacja danego materiału muzycznego wokół ustalonego centrum odniesienia. W przypadku atonalności zasada taka nie obowiązuje.
Każda gama składa się z dwóch tetrachordów; w durowej występują identyczne, natomiast molowa posiada tetrachordy o różnej budowie. Zależności te określone są miejscami występowania półtonów w poszczególnych tetrachordach, tak więc w trybie dur interwał sekundy małej (półtonu) znajduje się pomiędzy III a IV  oraz VII a VIII stopniem gamy, w trybie moll pomiędzy II a III oraz V a VI stopniem gamy. Tryb skali, zarówno durowej, jak i molowej, określa górny tetrachord.
Muzyka pisana w tonacji durowej ma charakter pogodny, wesoły, a w tonacji molowej smutny, smętny. Elementy nastroju wyczuwalne są przez słuchaczy podczas wykonywania utworów.